# Sabino Brunello
Sabino Brunello (Brescia, 27 giugno 1989) è uno scacchista e scrittore italiano, Grande maestro.
Ha vinto una European Club Cup nel 2019 con la Obiettivo Risarcimento Padova e due Mitropa Cup con la nazionale italiana.
Ha partecipato con l'Italia a nove olimpiadi degli scacchi dal 2006 al 2024, ha vinto 35 partite, pareggiate 29 e perse 18.

## Carriera
Comincia a giocare a scacchi all'età di otto anni sotto la guida del padre Angelo, un appassionato dilettante. Ottiene il primo importante successo vincendo nel 2002 a Bratto, all'età di 13 anni, il Campionato italiano under-18.
Nel 2002 vince il torneo San Giorgio su Legnano scacchi ed è pari secondo al Campionato Italiano under-20 di Bratto. L'anno successivo partecipa al Campionato del mondo U18 di Heraklion in Grecia e riceve dalla FSI il prestigioso premio Gioacchino Greco.
Nel 2004 vince il torneo di Chiaravalle, con una performance Elo di oltre 2600 punti.
Nel 2005 ottiene la sua prima norma di MI a Verona, seguita da una seconda norma alla Mitropa Cup, in Austria. Al mondiale under-16 arriva sedicesimo, vincendo poi a Senigallia il 37º Campionato italiano a squadre con la squadra "A.D.S. Vestina Penne".
L'anno seguente consegue la terza norma di MI a Verona, che gli vale la definitiva conferma del titolo. Partecipa con ottimi risultati alle Olimpiadi di Torino 2006 nella squadra Italia 2 assieme ai coetanei Denis Rombaldoni, Niccolò Ronchetti e Daniele Vocaturo, vincendo la medaglia d'oro per la fascia C. Sempre nel 2006 è sedicesimo al mondiale Under 20 di Erevan.
Nel 2007 ottiene la sua prima norma di Grande maestro al Campionato dell'Unione Europea ad Arvier. Al campionato italiano under-20 di Fiuggi è 1º-3º con Niccolò Ronchetti e Denis Rombaldoni, ma il titolo va a Ronchetti per lo spareggio Buholz. Conquista il secondo posto nel 67º Campionato italiano assoluto di Martina Franca (dietro a Fabiano Caruana, che però batte nell'incontro diretto).
Nel 2008 è componente della squadra italiana alle Olimpiadi di Dresda.
In febbraio 2009 ottiene la seconda norma di GM al torneo di Cannes. In marzo vince il 15º torneo internazionale di Verona. In maggio vince per la seconda volta, con la squadra Obiettivo Risarcimento Padova, il Campionato italiano a squadre. Nella lista FIDE di novembre 2009 è terzo del ranking italiano, con 2507 punti Elo.
Nel 2010, in marzo, è primo degli italiani con 6,5/11 al Campionato europeo individuale di Fiume. In maggio è nella squadra che vince la Mitropa Cup. In agosto, al torneo di Bratto, ottiene la terza e definitiva norma di Grande Maestro. Il titolo è stato ratificato in ottobre nel Congresso FIDE di Chanty-Mansijsk.
In dicembre 2010 riceve dal Presidente della FSI Gianpietro Pagnoncelli una medaglia d'oro per meriti sportivi.
In aprile 2011 a Spoleto vince il Campionato Italiano a squadra con la squadra Scavolini-Siviglia Pesaro e a Fano il suo primo Campionato Italiano Semilampo. In giugno 2011 vince la prima edizione del "Festival delle Stelle" di Cagliari davanti a diversi grandi maestri, tra cui Jan Timman e Sergio Mariotti. In settembre vince il Torneo Internazionale Città di Biella con 4,5 su 5. In novembre contribuisce significativamente allo storico 8º-11º posto dell'Italia al Campionato Europeo a squadre con una performance di 2711 (4 vittorie, 3 pareggi e 1 sconfitta).
In gennaio 2013 vince il torneo C del prestigioso Tata Steel di Wijk aan Zee con il punteggio record di 11 su 13, superando il favorito in base all'Elo, l'argentino Fernando Peralta. In aprile a Fano, vince il Campionato Italiano Semilampo (15'). In luglio vince il 12º Open Internazionale Città di Bergamo, superando dopo questo risultato 2600 punti nella classifica Elo FIDE, secondo italiano assoluto. In agosto ha partecipato alla Coppa del Mondo che si è disputata a Tromsø ma è uscito al primo turno, eliminato dal GM ucraino Pavlo El'janov.
In aprile, a Fano, vince il Campionato Italiano Semilampo (15') e lampo (3'+2"). 
In settembre 2014 vince l'open di Durban con 9/11 per spareggio tecnico su Sahaj Grover, e in novembre si è classificato terzo nell'open di Durazzo, dietro a Zdenko Kožul e Kiril Georgiev.
Diventa Campione Italiano Rapid 30' nell'aprile 2015 a Fano presso la quale si è svolto il Campionato Italiano rapid. Nella stessa sede si classifica secondo nel torneo lampo  3 minuti + 2 s, preceduto da Michele Godena.
In giugno 2015 ottiene il secondo posto nell'open di Porto Mannu. In settembre 2015 ottiene il secondo posto nell'open "12th Battle of Crete" di Chania, come al Palio delle Contrade di Monselice in cui rappresenta la Contrada di S.Bortolo.
Nel febbraio 2016 a Corte Palasio vince a punteggio pieno (5 punti su 5), il 1º Festival scacchistico Internazionale Oltreadda. Il 18 febbraio vince ad Amsterdam il torneo blitz che anticipa il torneo chiuso 8º Batavia Chess Tournament con 8 punti su 9, per poi concludere il torneo principale al terzo posto.
Nell'aprile 2016 a Fano diventa per la seconda volta Campione Italiano rapid (30'), con 6,5 punti, superando per spareggio tecnico Francesco Rambaldi, nelle categorie Semilampo (15') e lampo (3'+2 sec.) si piazza secondo dietro a Rambaldi. In giugno ottiene nuovamente il secondo posto nell'open di Porto Mannu.
Nell'aprile 2017 a Acqui Terme vince per la terza volta consecutiva il titolo di Campione Italiano rapid (30') e per la seconda quello lampo (3'+2 sec.) . In maggio a Gallipoli vince il Campionato italiano di scacchi a squadre con la squadra del Obiettivo Risarcimento Padova.
Tra marzo e aprile 2018 ottiene il secondo posto sia nel Campionato Italiano Rapid con 6 punti su 7 che nel lampo con 8,5 su 11 e infine nel semilampo con 7,5 su 9. In maggio a Gallipoli vince ancora il Campionato italiano di scacchi a squadre con la squadra del Obiettivo Risarcimento Padova e il 7º Open Internazionale del Salento con 7,5 punti su 9. In giugno a Isola di Capo Rizzuto vince con l'Italia la Mitropa Cup. A luglio la vittoria nel torneo rapid Rapid@mente di Vimercate, gli permette di superare quota 2700 punti nella classifica FIDE Elo Rapid, entrando tra i primi 50 giocatori del mondo in questa categoria.
A settembre 2018 è terzo al Festival Internazionale città di Trieste, dietro a Sumets Andrey e Vladimir Burmakin.
A ottobre gioca in 4ª scacchiera per la Nazionale alle Olimpiadi, ottenendo 5 punti nelle 9 partite giocate (+4 =2 -3).. Lo stesso mese gioca a Porto Carras per la Obiettivo Risarcimento Padova nella Coppa europea per club, ottenendo 2,5 punti (+2=1-2) nelle 5 partite giocate.
Nel marzo 2019 vince il Campionato Danese a squadre con il Team Xtracon Køge. In maggio a Bressanone vince ancora il Campionato italiano di scacchi a squadre con la squadra del Obiettivo Risarcimento Padova. In novembre vince a Dulcigno la 35ª Coppa europea per club con la squadra di Obiettivo Risarcimento Padova.
Nel maggio del 2021 vince la Mitropa Cup con la nazionale italiana, totalizzando 2,5 punti su 5.
Nel 2022 in giugno vince il Cattolica Chess Festival con 7 punti su 9; in dicembre vince la seconda edizione del "GM norm Chess Academy Almaty", un torneo chiuso con dieci partecipanti, nel quale totalizza 6,5 punti su 9.
In aprile 2024 vince a Vasto il 9º Campionato italiano di scacchi a squadre con l'Obiettivo Risarcimento Padova e il decimo personale .

## Opere
È autore di due libri:
- (EN) Attacking the Spanish, Glasgow, Quality Chess, 2009, ISBN 978-1-906552-17-6.[29]
- Saint Louis 2014, Sinquefield Cup - Il torneo di Fabiano Caruana, in collaborazione con Yuri Garrett e Axel Rombaldoni, Cesena, Caissa Italia, 2014, ISBN 978-88-6729-007-9.[30]

## Vita privata
È fratello maggiore di Roberta, campionessa italiana nel 2006, e di Marina, maestro internazionale e campionessa italiana nel 2008 e 2018.